# David Benatar
David Benatar (nascido em 1966) é um filósofo, acadêmico e autor sul-africano. Ele é mais conhecido por sua defesa do antinatalismo em seu livro Better Never to Have Been: The Harm of Coming into Existence, no qual ele argumenta que vir à existência é um dano sério, independentemente dos sentimentos do ser existente uma vez trazido à existência, e que, como consequência, é sempre moralmente errado criar mais seres sencientes.

## Infância e educação
Benatar é filho de Solomon Benatar, um especialista em saúde global que fundou o Centro de Bioética da Universidade da Cidade do Cabo. Não se sabe muito sobre a vida pessoal de Benatar, já que ele deliberadamente protege sua privacidade. Ele manteve pontos de vista antinatalistas desde sua infância.

## Carreira acadêmica
Benatar é professor de filosofia e chefe do Departamento de Filosofia da Universidade da Cidade do Cabo, na Cidade do Cabo, África do Sul. Ele é membro do conselho editorial do Journal of Controversial Ideas.

## Trabalho filosófico

### Dor
Benatar parte da premissa de que a dor é, em si mesma, uma coisa ruim. Seu trabalho tem sido frequentemente associado a filosofias contemporâneas de niilismo e pessimismo. Benatar declarou sua falta de aprovação em relação à visão do detonador benevolente do mundo.

### Assimetria entre dor e prazer
Benatar argumenta que há uma assimetria crucial entre as coisas boas e as ruins, como prazer e dor, o que significa que seria melhor para os humanos não ter nascido:
1. A presença de dor é ruim.
2. A presença de prazer é boa.
3. A ausência de dor é boa, mesmo se esse bem não for aproveitado por ninguém.
4. A ausência de prazer não é ruim, a menos que haja alguém para quem essa ausência seja uma privação.[7][8]

| Cenário A (X existe)         | Cenário B (X nunca existe)          |
| ---------------------------- | ----------------------------------- |
| (1) Presença de dor (Ruim)   | (3) Ausência de dor (Bom)           |
| (2) Presença de prazer (Bom) | (4) Ausência de prazer (Não é ruim) |

#### Implicações para a procriação
Benatar argumenta que trazer alguém à existência gera experiências boas e ruins, dor e prazer, ao passo que não fazer isso não gera dor nem prazer. A ausência de dor é boa, a ausência de prazer não é ruim. Portanto, a escolha ética é pesada a favor da não procriação.
Benatar levanta quatro outras assimetrias relacionadas que considera bastante plausíveis:
1. Temos uma obrigação moral de não gerar pessoas infelizes e não temos uma obrigação moral de gerar pessoas felizes. A razão pela qual pensamos que existe uma obrigação moral de não gerar pessoas infelizes é que a presença desse sofrimento seria ruim (para os sofredores) e a ausência do sofrimento é boa (embora não haja alguém para desfrutar da ausência de sofrimento). Em contraste, a razão pela qual pensamos que não há obrigação moral de gerar pessoas felizes é que, embora o prazer delas seria bom para elas, a ausência de prazer quando elas não virem a existir não será ruim, porque não haverá ninguém que será privado desse bem.
2. É estranho mencionar os interesses de um filho potencial como uma razão pela qual decidimos gerá-lo, e não é estranho mencionar os interesses de um filho potencial como uma razão pela qual decidimos não gerá-lo. O filho poder ser feliz não é uma razão moralmente importante para gerá-lo. Em contraste, o filho poder ser infeliz é uma razão moral importante para não gerá-lo. Se fosse verdade que a ausência de prazer é ruim mesmo quando alguém não existe para sentir sua ausência, então teríamos uma razão moral significativa para gerar um filho e para gerar a maior quantidade possível de filhos. E se não fosse verdade que a ausência de dor é boa mesmo quando alguém não existe para usufruir deste bem, então não teríamos uma razão moral significativa para não gerar um filho.
3. Algum dia podemos nos arrepender pelo bem de uma pessoa cuja existência estava condicionada à nossa decisão, e que a criamos – uma pessoa pode ser infeliz e a presença de sua dor seria ruim. Mas nunca nos sentiremos arrependidos pelo bem de uma pessoa cuja existência estava condicionada à nossa decisão, e que não a criamos – uma pessoa não será privada de felicidade, porque ela nunca existirá e a ausência de felicidade não será ruim, porque não haverá ninguém que será privado desse bem.
4. Sentimos tristeza pelo fato de que, em algum lugar, pessoas nascem e sofrem, e não sentimos tristeza pelo fato de que algumas pessoas não vieram à existência num lugar onde há pessoas felizes. Quando sabemos que em algum lugar pessoas nasceram e sofreram, sentimos compaixão. O fato de que pessoas não nasceram e sofreram em alguma ilha ou planeta deserto é bom. Isso ocorre porque a ausência de dor é boa, mesmo quando não há alguém que está experimentando este bem. Por outro lado, não sentimos tristeza pelo fato de que, em alguma ilha ou planeta deserto, pessoas não vieram à existência e não estão felizes. Isso ocorre porque a ausência de prazer é ruim apenas quando alguém existe para ser privado desse bem.[9]

### A avaliação não confiável dos humanos sobre a qualidade da vida
Benatar levanta a questão de se os humanos estimam incorretamente a verdadeira qualidade de suas vidas, e citou três fenômenos psicológicos que ele acredita serem responsáveis por isso:
1. Tendência ao otimismo: nós temos uma perspectiva positivamente distorcida de nossas vidas no passado, no presente, e no futuro.
2. Adaptação: nós nos adaptamos às nossas circunstâncias e, se elas piorarem, nossa sensação de bem-estar diminui em antecipação a essas circunstâncias prejudiciais, de acordo com nossas expectativas, que geralmente estão divorciadas da realidade de nossas circunstâncias.
3. Comparação: julgamos nossas vidas comparando-as com as de outras pessoas, ignorando os aspectos negativos que afetam a todos para nos concentrarmos em diferenças específicas. E devido ao nosso viés de otimismo, comparamo-nos principalmente aos que estão em pior situação, o que nos leva a superestimar o valor de nosso próprio bem-estar.

Ele conclui: 

Os fenômenos psicológicos acima não são surpreendentes a partir de uma perspectiva evolutiva. Eles militam contra o suicídio e são a favor da reprodução. Se as nossas vidas são tão ruins quanto eu ainda sugiro que elas sejam, e se as pessoas estivessem propensas a ver essa verdadeira qualidade de suas vidas pelo que ela é, elas poderiam estar muito mais inclinadas a se matar, ou pelo menos a não produzir mais tais vidas. O pessimismo, então, tende a não ser selecionado naturalmente.

### Discriminação sexual contra homens e meninos
The Second Sexism: Discrimination Against Men and Boys (2012) de Benatar examina várias questões relacionadas à misandria e aos aspectos negativos socialmente impostos da identidade masculina. Como uma obra dentro do movimento de libertação masculina, não busca atacar ou diminuir as ideias do feminismo, mas sim iluminar a existência paralela da discriminação sistêmica e cultural contra homens e meninos, e como ela simultaneamente contribui para a opressão de mulheres. Em uma resenha do livro, o filósofo Simon Blackburn escreve que "Benatar sabe que tais exemplos são susceptíveis a atrair críticas de descrença ou escárnio, mas ele tem o cuidado de apoiar suas afirmações com dados empíricos" e, através deste livro, ele mostra que "se muitas vezes é difícil ser mulher, às vezes também é difícil ser homem, e qualquer falha em reconhecer isso pode distorcer o que deveria ser o objetivo de todos, ou seja, a simpatia universal, bem como a justiça social para todos, independentemente do gênero." Em outra resenha, o filósofo Iddo Landau elogia a obra como "um livro muito bem argumentado, que apresenta uma tese pouco ortodoxa e a defende habilmente", concordando com Benatar que "para enfrentar o até então ignorado segundo sexismo, não devemos apenas reconhecê-lo, mas também dedicar muito mais pesquisas empíricas e filosóficas a este tópico pouco explorado e, é claro, tentar mudar muitas atitudes, normas sociais e leis".

## Publicações
Benatar é o autor de uma série de artigos amplamente citados em ética médica, incluindo "Between Prophylaxis and Child Abuse" (The American Journal of Bioethics ) e "A Pain in the Fetus: Toward Ending Confusion about Fetal Pain" (Bioethics). Seu trabalho foi publicado em periódicos como Ethics, Journal of Applied Philosophy, Social Theory and Practice, American Philosophical Quarterly, QJM: An International Journal of Medicine, Journal of Law and Religion e o British Medical Journal.

## Influência cultural
Nic Pizzolatto, criador e escritor de True Detective, citou Better Never to Have Been de Benatar como uma influência na série de TV (junto com Nihil Unbound de Ray Brassier, The Conspiracy Against the Human Race de Thomas Ligotti, Confessions of an Antinatalist de Jim Crawford, e In The Dust of This Planet de Eugene Thacker).

## Vida pessoal
Benatar é vegano e participou de debates sobre veganismo. Ele argumentou que os humanos são "responsáveis pelo sofrimento e pela morte de bilhões de outros humanos e animais não humanos. Se esse nível de destruição fosse causado por outra espécie, recomendaríamos rapidamente que novos membros dessa espécie não fossem trazidos à existência." Ele também argumentou que o surto de doenças zoonóticas, como a pandemia de COVID-19, costuma ser o resultado de como os humanos maltratam os animais.
Benatar é ateu.

### Como editor
- Benatar, David (2006). Cutting to the Core: Exploring the Ethics of Contested Surgeries. [S.l.]: Rowman & Littlefield. ISBN 978-0-7425-5001-8
- Ethics for Everyday. New York: McGraw-Hill, 2002.
- Life, Death & Meaning: Key Philosophical Readings on the Big Questions (2004)